# Gratiola
Gratiola es un género con 135 especies de plantas fanerógamas perteneciente a la familia Plantaginaceae. 

## Taxonomía
El género fue descrito por Carlos Linneo  y publicado en Species Plantarum 1: 17. 1753. La especie tipo es: Gratiola officinalis

## Especies seleccionadas
- Gratiola acuminata
- Gratiola adenocaula
- Gratiola alata
- Gratiola amara
- Gratiola anagallidea
- Gratiola officinalis